# باباقاسم
باباقاسم، شهرستانی  از توابع بخش مرکزی استان همدان در   ایران است.

تاریخ: تاریخ شهرستان باباقاسم به 7000 سال قبل از میلاد مسیح برمیگردد و قلعه باستانی در شرق این شهرستان قرار دارد.
دهیار: مهدی عسگری

## جمعیت
این روستا براساس سرشماری مرکز آمار ایران در سال ۱۳۹۵، جمعیت آن ۱۶۵۲ نفر (۵۱۴خانوار) بوده‌است.